# Бил Сканлън
Уилям Нийл Сканлън (на английски: William Neil Scanlon) е американски тенисист.

## Биография
Уилям Нийл Сканлън е роден на 13 ноември 1956 г. в Далас, Тексас.
Сканлън и съпругата му Стефани живеят в Бел Еър, Калифорния, и Парк Сити, Юта.
Бил Сканлън почива от рак на 2 юни 2021 г. на 64-годишна възраст.

## Кариера
Бил Сканлън печели седем титли на сингъл и две на двойки по време на 13-годишната си професионална кариера. Достига най-високо класиране на сингъл в ранглистата на  ATP, като световен номер 9, през януари 1984 г. Той е известен, че разстрои поставения на първо място Джон Макенроу в четвъртия кръг на Откритото първенство на САЩ през 1983 г.
Сканлън постига „златен сет“ срещу Маркос Хосевар от Бразилия в първия кръг на WCT Голд Коуст класик в Делрей Бийч, Флорида на 22 февруари 1983 г. Сканлън печели мача с 6–2, 6–0. Златен сет е, когато играч печели сет, без да загуби нито една точка. Подвигът е записан в Книгата на световните рекорди на Гинес. Само Тине Шойер-Ларсен, Ярослава Шведова и Юлиан Рейстер са повторили това постижение.